# Světový pohár v orientačním běhu 2019
Světový pohár v orientačním běhu v roce 2019 (Orienteering World Cup 2019) byl 25. ročníkem této soutěže. Skládal se z 9 individuálních závodů a 4 štafetových závodů. Události se konaly ve Finsku, Norsku, Švýcarsku a Číně. Mistrovství světa v orientačním běhu 2019 v Østfoldu (Norsko) bylo součástí Světového poháru.  
Gustav Bergman ze Švédska získal svůj první celkový titul v mužské kategorii. Tove Alexanderssonová ze Švédska získala svůj šestý celkový titul v ženské kategorii.  
---

## Program světového poháru 2019
| č. | Datum          | Trať             | Místo             | Vítěz muži       | Vítěz ženy            |
| -- | -------------- | ---------------- | ----------------- | ---------------- | --------------------- |
| 1  | 8. červen 2019 | Middle           | Helsinky, Finsko  | Gustav Bergman   | Tove Alexanderssonová |
| 2  | 9. červen 2019 | Pursuit          | Helsinky, Finsko  | Gustav Bergman   | Tove Alexanderssonová |
| 3  | 14. srpen 2019 | Long (WOC)       | Østfold, Norsko   | Olav Lundanes    | Tove Alexanderssonová |
| 4  | 16. srpen 2019 | Middle (WOC)     | Østfold, Norsko   | Olav Lundanes    | Tove Alexanderssonová |
| 5  | 27. září 2019  | Middle           | Laufen, Švýcarsko | Joey Hadorn      | Tove Alexanderssonová |
| 6  | 28. září 2019  | Knock-Out Sprint | Laufen, Švýcarsko | Vojtěch Král     | Tove Alexanderssonová |
| 7  | 29. září 2019  | Sprint           | Laufen, Švýcarsko | Yannick Michiels | Tove Alexanderssonová |
| 8  | 26. říjen 2019 | Middle           | Kanton, Čína      | Gustav Bergman   | Tove Alexanderssonová |
| 9  | 29. říjen 2019 | Sprint           | Kanton, Čína      | Yannick Michiels | Shuangyan Hao         |

---

## Kontroverze
Výsledky sprintu v Číně byly zpochybněny poté, co čínští závodníci předvedli nečekaně výborné výkony. Mezinárodní federace orientačního běhu (IOF) provedla přezkum a v březnu 2020 rozhodla, že výsledky zůstávají platné, protože nebyly nalezeny důkazy o podvádění.
---